# Bohuslav Widmann
Bohuslav von Widmann (12. března 1836 Olomouc – 9. června 1911 Vídeň) byl rakouský vysoký státní úředník a politik německé národnosti, na konci 19. století poslanec Říšské rady; zemský prezident Kraňska a místodržící Horních Rakous a Tyrolska s Vorarlberskem.

## Biografie
Narodil se v Olomouci. Vystudoval Theresianum ve Vídni a práva na univerzitě. V roce 1856 nastoupil do státní služby jako konceptní praktikant na místodržitelství v Brně. Zde zůstal do vypuknutí války v roce 1866, kdy byl přidělen jako civilní komisař k 10. armádnímu sboru generála Ludwiga von Gablenze. Od roku 1867 měl hodnost místodržitelského tajemníka a vedl okresní úřad v Novém Jičíně. Roku 1868 se stal okresním hejtmanem v Olomouci.
5. června 1871 se jeho manželkou stala Gabriele von Skene, paní ze Schwarzenau. Měli tři děti, z toho dva syny a jednu dceru. Synové působili v rakousko-uherské armádě.
V roce 1874 získal Bohuslav titul dvorního rady a byl pověřen vedením zemské vlády v Kraňsku, od roku 1875 pak jako řádně jmenovaný zemský prezident, tedy nejvyšší představitel státní správy v této korunní zemi. Na tomto postu setrval do 9. prosince 1877, kdy byl jmenován místodržícím Horních Rakous (nejvyšší představitel státní správy se v některých zemích Rakouska nazýval zemským prezidentem, ve většině zemí pak místodržícím). 13. srpna 1879 pak byl jmenován místodržícím Tyrolska a Vorarlberska a zároveň povýšen na tajného radu. Byl orientován jako německý liberál a ve funkci místodržícího se dostával opakovaně do konfliktů s tyrolskými Italy a německými konzervativci. Ve funkci tyrolského místodržícího setrval do roku 1890. Zasloužil se o rozvoj lékařské fakulty Univerzity v Innsbrucku. 17. října 1889 mu město Innsbruck udělilo čestné občanství. 19. června 1890 nastoupil na vlastní žádost ze zdravotních důvodů do penze. Získal tehdy Řád Františka Josefa.
V závěru své veřejné dráhy byl i poslancem Říšské rady (celostátního parlamentu Předlitavska), kam usedl ve volbách roku 1891 za kurii městskou a obchodních a živnostenských komor v Tyrolsku, obvod Bolzano, Merano atd./Bolzano. Rezignace byla oznámena na schůzi 22. října 1895. Pak místo něj do parlamentu usedl Paul Welponer. Ve volebním období 1891–1897 se uvádí jako baron Bohuslav von Widmann, c. k. tajný rada, místodržící v penzi, bytem Vídeň a Schwarzenau.
V roce 1891 se uvádí jako kandidát klubu klubu Sjednocené německé levice, do kterého se spojilo několik ústavověrných proudů.
Zemřel v červnu 1911 ve svém bytě ve Vídni.